# Flickan på tåget och andra mysterier
Flickan på tåget och andra mysterier är en novellsamling skriven av Agatha Christie och utgiven i Storbritannien med titeln The Agatha Christie Hour 1982.

## Innehåll
| Engelsk originaltitel                | Svensk översättning          | Del av novellsamling         |
| ------------------------------------ | ---------------------------- | ---------------------------- |
| The Fourth Man                       | Fjärde mannen                | The Hound of Death           |
| The Case of the Discontented Soldier | Den missbelåtne militären    | Parker Pyne Investigates     |
| The Red Signal                       | Den röda signalen            | The Hound of Death           |
| The Girl in the Train                | Flickan på tåget             | The Listerdale Mystery       |
| Magnolia Blossom                     | Magnoliablomman              | Gul iris och andra mysterier |
| Jane in Search of a Job              | Jane söker jobb              | The Listerdale Mystery       |
| In a Glass Darkly                    | Såsom i en spegel            | The Regatta Mystery          |
| The Case of the Middle-aged Wife     | Den medelålders hustrun      | Parker Pyne Investigates     |
| The Mystery of the Blue Jar          | Den blå krukan               | The Hound of Death           |
| The Manhood of Edward Robinson       | Edward Robinsons mandomsprov | The Listerdale Mystery       |

## Handlingar

### Den fjärde mannen
Pastor Parfitt lyckas med nöd och näppe hinna med tåget i tid för en nattresa. I sin förstaklassvagn återknyter han bekantskapen med Sir George Durand, en berömd advokat. En tredje man i vagnen presenterar sig som Dr Campbell Clark, en framstående läkare som är expert på sinnets tillstånd. En fjärde man är med dem och han ser ut att sova.
De tre andra männen, som alla medger olika grader av sömnlöshet, pratar under hela resan. Deras samtal handlar om att en kropp kan hysa mer än en själ och dr Clark citerar fallet med en fransk flicka vid namn Felicie Bault. Hon var en bondflicka från Bretagne som vid fem års ålder förlorade sina föräldrar när hennes far i berusat raseri ströp hennes mor, och han internerades sedan på livstid. Hon togs om hand av en miss Slater, en engelsk kvinna som drev ett välgörenhetsbarnhem i området. Felicie var en smula efterbliven och såg djurisk ut och miss Slater hade en svår uppgift att lära henne grunderna i att läsa och skriva. På senare år fick hon det ena hembiträdesjobbet efter det andra på grund av sin upplevda dumhet och lathet. Plötsligt vid tjugotvå års ålder kom en förändring över henne. Efter en psykisk sjukdom splittrades hon i tre eller fyra distinkta personligheter. Den första var en fortsättning på hennes kända jag, men den andra var kultiverad och bildad, kunde spela piano och tala två främmande språk. Den tredje hade den andres utbildning men kände också till den grövre sidan av livet och den mindre respektabla sidan av det parisiska samhället. Den fjärde verkade drömmande och from men misstänktes vara den tredje som spelade teater. Förändringen från en personlighet till en annan inträffade efter en svår huvudvärk och en djup sömn, och lämnade henne utan minne av de andra personligheterna. Slutet på historien kom när hon hittades död i sängen en morgon, på något sätt efter att ha strypt sig själv med sina egna händer.
Vid det här laget skrattar den fjärde mannen i vagnen och deltar i samtalet. Han talar med utländsk brytning och berättar att Felicies fall är oupplösligt förbundet med en annan flicka som heter Annette Ravel. De två flickorna och mannen själv – Raoul Letardeau – var tillsammans på miss Slaters barnhem. Han var vittne till den mobbningskontroll som Annette hade över Felicie, som inkluderade en incident när Annette verkar ha lyckats hypnotisera Felicie till att utföra en handling som hon inte hade något minne av. Han såg också hur mycket Felicie hatade Annette. Den senare var en ambitiös flicka som var fast besluten att bli en berömd dansös i Paris. Raoul lämnade barnhemmet när han fick arbete som tog honom utomlands i fem år. När han återvände till Paris såg han av en slump en affisch som annonserade att Annette sjöng på scenen och träffade henne i hennes loge. Hon verkade ha uppnått sina ambitioner, men Raoul bevittnade de omisskännliga tecknen på tuberkulos, och två år senare återvände han till miss Slaters barnhem där Annette hade dragit sig tillbaka, uppenbart döende men vägrade att tro det. Felicie var också där och tjänade som hembiträde, lika hatisk mot Annette som alltid men fortfarande mobbad och förödmjukad av den hänsynslösa kvinnan som verkade ha ett märkligt grepp om henne.
Annette dog kort därefter. När Raoul återvände sex månader senare fick han höra av en förvånad miss Slater om de första symptomen på Felicies onormala personlighetsförändringar. Han bevittnade en av dessa och hörde också Felicie tala om Annette, "som tog ... kläderna från din rygg, själen från din kropp" och hon var tydligen rädd för den döda flickan. Ändå visste hon att hon hade starka händer – om hon skulle vilja fly ... De andra tre blir förvånade när de hör historien och Raoul betonar hur mycket Annette längtade efter sitt liv. Läkaren hade tidigare sagt att kroppen var en boning för själen. Raoul jämför situationen med att hitta en inbrottstjuv i sitt hem.

### Den missbelåtne militären
Major Charles Wilbraham besöker Parker Pynes kontor. Han har nyligen återvänt efter många år i imperiets tjänst i Östafrika och är nu pensionerad. Som Pyne omedelbart gissar är han uttråkad av att bo i en engelsk by efter ett liv av spänning och äventyr. Pyne tar femtio pund och instruerar honom att ta med Madeleine de Sara på lunch. Hon återvänder några timmar senare utan framgång: hon har skrämt bort majoren eftersom han tycker att hon är något av en vampyr; Hans smak går till ljushåriga, blåögda kvinnor. Pyne konsulterar en lista och bestämmer sig för att Freda Clegg kommer att vara lämplig...
Nästa dag får Wilbraham ett brev från Pyne som instruerar honom att gå till en adress i Friar's Lane i Hampstead och besöka ett hus som heter "Eaglemont". I Friar's Lane hör Wilbraham rop på hjälp och när han går in i ett tomt hus ser han en ung blond, blåögd kvinna bli attackerad av två svarta män. Han kämpar emot och tar med den unga damen på en kopp kaffe för att hjälpa henne att komma över attacken. Hon berättar sin historia: hon heter Freda Clegg och är föräldralös. Veckan innan fick hon besök av en australiensisk advokat som berättade för henne att hon kanske skulle komma att få ett arv från affärer som hennes avlidne far hade gjort, men att det var beroende av att hon hade några av hans papper. Hon gav honom alla papper hon hade, utan att ha en aning om vad det kunde handla om och fick sedan ett brev från honom där hon bad henne besöka honom i hans hus, "Whitefriars" i Friar's Lane – det tomma huset, och det var där hon blev attackerad och Wilbraham räddade henne. Majorens teori är att det finns något i hennes fars papper som mannen som utger sig för att vara advokat desperat vill ha. Freda minns att hon trodde att hennes rum hade blivit genomsökt när hon var ute och att detta angrepp möjligen var för att ta sådana papper med våld från Freda om hon hade dem på sig, eller för att tvinga henne att berätta var de fanns.
De går till hennes rum i ett härbärge i Notting Hill och i en springa i fodret på hennes fars gamla kista hittar de ett dokument som majoren känner igen som skrivet på swahili. Majoren kan tyda skriften och inser att den syftar på en gömma av dyr elfenben. Majoren frågar om han får behålla dokumentet tills vidare och kommer att besöka henne i morgon klockan halv sex, när han har tänkt ut en handlingsplan. Som utlovat återvänder han nästa natt men hittar ett meddelande från Freda som ber honom att följa med henne till "Whitefriars". Han köper ett frimärke av värdinnan, postar ett brev och fortsätter sedan till Hampstead. När han kommer in i det tomma huset blir han snart slagen i huvudet och återfår medvetandet i källaren. Freda är också där och de två är bundna. Hon berättar för honom att hon också fått ett brev, som påstods vara från majoren, där hon ombads att gå till "Whitefriars". Plötsligt dånar advokatens röst i mörkret. De två har blandat sig i hans planer och han måste göra sig av med dem. En rännil av vatten börjar strömma från ett hål i väggen in i rummet och Freda inser att de är menade att drunkna. Hon håller sig någorlunda lugn medan majoren framgångsrikt befriar sig för sina bojor. Han befriar sig själv, sedan henne och de flyr från huset. Freda är full av beundran för Wilbraham och han friar impulsivt. Hon accepterar och oroar sig sedan för sin fars papper som saknas i hans ficka. Han berättar för henne att det de tog var en förfalskning och att han postade hennes fars papper till sin skräddare i kuvertet i Notting Hill.
Parker Pyne besöker romanförfattaren mrs Oliver och gratulerar henne till den historia hon tänkt ut för honom att använda med majoren och Freda, även om han tycker att vattenkällaren var något av en kliché. "Whitefriars" är ett hus som Pyne köpte för länge sedan och som han hittills har använt i elva spännande dramer. Familjen Wilbraham, lyckligt gifta, befinner sig i Afrika. Utan att berätta det för varandra tror båda att de betalade pengar till Pyne och att han inte gav dem något. Ingen av dem hyser dock agg – om de inte hade åkt för att träffa Pyne skulle händelseförloppet som ledde till deras möte aldrig ha hänt...

### Den röda signalen
En middagsbjudning äger rum i Jack och Claire Trents hem i London. Deras tre gäster är en mrs Violet Eversleigh, Sir Alington West (en känd psykiater) och Wests brorson Dermot West. Samtalet övergår till prekognitiva förmågor och föraningar, som Sir Alington avfärdar och tror att de är både tillfälligheter och situationer som man pratar om i efterhand. Dermot är inte lika säker och beskriver sådana känslor som att ha en röd signal – "fara väntar!" – och berättar en historia om nära döden i Mesopotamien, när han undvek att bli mördad av en arabisk tjänare. Vad han inte berättar för gruppen är att han återigen upplever den röda signalen ikväll på middagsbjudningen. Han funderar på vem som kan vara källan till faran, hans tankar rör sig till hans kärlek till Claire Trent, en känsla som han ständigt förtränger eftersom Jack Trent är hans bästa vän. När han vaknar upp ur sina drömmar upptäcker han att samtalet har övergått till galenskap och farorna med att undertrycka vanföreställningar. Sir Alington tittar menande på Claire Trent, som är synbart störd av detta samtal.
Ett av syftena med kvällen är att träffa ett medium som är där för att leda en seans. Hon gör det och varnar en av personerna i rummet att inte gå hem, eftersom det finns en fara där. Festen slutar och Sir Alington ber Dermot att följa med honom hem till Harley Street innan han fortsätter att ansluta sig till sina vänner på Grafton Galleries. Väl hemma berättar han för sin brorson att han känner till hans förälskelse i Claire och förmanar honom att inte ge efter för den. Han ogillar skilsmässa och talar om en historia av galenskap i deras familj, och sina misstankar om mordmani. Diskussionen blir känslosam och Dermot uttalar ett hot mot sin farbror, ett hot som hörs av betjänten Johnson, när han kommer in med drinkar. Claire berättar för Dermot att hans känslor för henne är besvarade och på grund av detta vill hon att han ska försvinna. Han ber henne följa med men hon vägrar.
När Dermot återvänder till sin lägenhet överfalls han återigen av känslan av fara och till sin förvåning hittar han en revolver gömd i en sovrumslåda. Det knackar på dörren och när Dermot öppnar den står polisen där. Känslan av fara får honom att berätta för polisen att han är Milson, sin egen tjänare, och polisen berättar för honom att hans "husbonde" är efterlyst för mordet på Sir Alington som sköts ihjäl tidigare samma natt efter att ha hörts gräla med sin brorson. Polisen söker igenom lägenheten, hittar revolvern och bestämmer sig för att lämna en polis där ifall West "kommer tillbaka". Dermot flyr från lägenheten genom köksfönstret efter att ha låtsats hämta drinkar, och stöter snabbt på Jack Trent som får iväg honom till sitt eget hus. Han låser in sig i ett rum med Dermot, tar fram en pistol och erkänner sedan vansinnigt mordet. Sir Alington kände igen hans tillstånd och var med på middagsbjudningen för att bedöma hans verkliga mentala tillstånd. Dermot antog att hans farbror talade om Claire, som i själva verket hjälpte Sir Alington med hans diagnos. Hon hjälper nu polisen att ta sig in i huset och det låsta rummet. Jack skjuter sig själv innan de hinner ta honom.

### Flickan på tåget
George Rowland är en lätt utsvävande ung man som är beroende av sin rike farbror för både sitt uppehälle och sitt jobb på familjens firma. Irriterad över sin brorsons sena nattliga karuseller, avskedar hans farbror honom. George blir i sin tur irriterad på sin farbror och planerar att lämna hemmet. George överger ambitiösa planer på att åka till kolonierna och bestämmer sig istället för att resa med tåg från London Waterloo station till en plats han ser i en ABC-guide som heter Rowland's Castle. Han är säker på att han kommer att välkomnas med öppna armar av de feodala invånarna. Han är lyckligt ensam i förstaklassvagnen när en flicka hoppar på tåget och ber om att bli gömd. George gömmer henne ridderligt under tågsätet, innan en mustaschprydd utländsk man dyker upp vid fönstret och "kräver" sin systerdotter tillbaka. George ringer en perrongvakt som griper den främmande mannen och tåget avgår. Flickan presenterar sig som Elizabeth men säger till George att hon inte kan ge honom en förklaring till sina handlingar. Vid nästa station kliver hon av tåget. När hon pratar med George genom fönstret får hon syn på en man med ett litet mörkt skägg längre ner på perrongen som går in i tåget och säger åt George att hålla ett öga på honom och att vakta ett paket som hon ger till honom.
George följer efter den skäggige mannen ner till Portsmouth, bokar in sig på samma affärshotell och iakttar honom noga. Han är medveten om att det finns en annan, rödhårig man som noga iakttar dem båda. Han följer efter den skäggige mannen när han går på en snabb promenad genom gatorna, vilket slutar med att de båda tar dem tillbaka till sitt hotell utan tecken på något uppdrag. George undrar om den skäggige mannen har upptäckt att han är iakttagen. Hans misstankar växer ytterligare när den rödhårige mannen återvänder till hotellet, till synes efter en nattlig promenad. Hans förvåning ökar när två utländska män ringer på hotellet och frågar George (även om han kallar honom "Lord Rowland") vart storhertiginnan Anastasia av Catonia, en liten stat på Balkan, har tagit vägen. Den yngre av de två männen blir våldsam, men George lyckas besegra honom med en kampsportsmanöver. De två männen går därifrån och uttalar hotelser. Den kvällen iakttar George den svartskäggige mannen när han gömmer ett litet paket bakom golvlisten i badrummet. När George återvänder till sitt eget rum upptäcker han att paketet som Elizabeth gav honom inte längre ligger under kudden där han gömde det. Efter frukosten har paketet återvänt till hans rum. När George till slut undersöker innehållet hittar han bara en låda med en vigselring inuti. Han får höra av kammarjungfrun att hon inte kan ta sig in i den svartskäggige mannens rum och bestämmer sig för att själv ta sig in via en balustrad utanför fönstret. Han drar slutsatsen att mannen flydde via brandtrappan precis innan han hör ett ljud inifrån garderoben. Han undersöker källan till oljudet och blir attackerad inifrån av den rödhårige mannen. Den senare identifierar sig som DI Jarrold från Scotland Yard.
Den svartskäggige mannen hette Mardenberg och var en utländsk spion som dolde planerna för Portsmouths hamnförsvar bakom golvlisten. Hans medbrottsling är en ung flicka och George undrar om det kan ha varit Elizabeth. Han sitter på tåget tillbaka till London när han läser om ett hemligt bröllop mellan storhertiginnan Anastasia av Catonia och lord Roland Gaigh. Vid nästa station kliver Elizabeth på tåget och förklarar vad som hänt för George. Hon agerade lockbete för Anastasia för att få den senares farbror, som motsatte sig romansen, att tappa vittringen, och den svartskäggige mannen och paketet var helt enkelt ett knep för att distrahera George, eftersom han var så villig att vara en del av ett mysterium – en annan vigselring kunde lätt ha anskaffats och Georges äventyr med spionen var ett anmärkningsvärt sammanträffande. George inser att Elizabeth i själva verket är Lord Rolands syster. Han friar till henne. Hans farbror kommer att bli glad över att han gifter in sig i aristokratin och Elizabeth Gaighs föräldrar med fem döttrar kommer att bli glada över att hon gifter sig till pengar. Hon accepterar.

### Jane söker jobb
Jane Cleveland, en ung kvinna på tjugosex år, är i behov av ett jobb. Hennes ekonomiska situation är prekär och hon bor på ett sjaskigt pensionat. När hon bläddrar i Daily Leader-jobbspalten hittar hon inget anmärkningsvärt, men i den personliga kolumnen ser hon en annons för en ung kvinna i hennes ålder, kroppsbyggnad och längd som är bra på att härma och kan tala franska. Hon går till den angivna adressen och är en av många tjejer som står i kö för att svara på annonsen. När hon kommer vidare till de sista sex blir hon intervjuad av en utländsk gentleman och tillsagd att gå till Harridges hotell och fråga efter greve Streptitch. Jane presenterar sig där enligt instruktionerna, intervjuas återigen av greven och presenteras sedan för en ful medelålders dam med titeln prinsessan Poporensky. De förklarar båda att hon är lämplig. De frågar Jane om hon inte har något emot faror, varpå hon svarar att hon inte har det. Slutligen blir Jane presenterad för storhertiginnan Pauline av Ostrava, som förvisats från sitt land efter en kommunistisk revolution. Jane liknar storhertiginnan i utseende och färg, även om hon är något kortare. Det förklaras för Jane att storhertiginnan är måltavla för mordförsök av de människor som störtade och slaktade hennes familj. De vill att Jane ska agera lockbete för henne under de kommande två veckorna, när hon är i Storbritannien och måste delta i flera välgörenhetsevenemang. Jane går med på det och får pengar för att bo på det närliggande Blitz-hotellet (under det antagna namnet Miss Montresor från New York) och för att köpa en klänning att ha på sig när hon följer med storhertiginnan till evenemangen. Under dessa evenemang kommer de att byta klänningar när de misstänker att ett kidnappnings- eller mordförsök är nära förestående. Jane föreslår en klarröd klänning i kontrast till storhertiginnans favoritklänning för en välgörenhetsbasar på Orion House. Huset ligger 16 km utanför London. Jane kommer att bära högklackade stövlar för att dölja skillnaden i höjd.
Tre dagar senare äger basaren rum. Det viktigaste inslaget i den är att hundra kvinnor i samhället kommer att donera varsin pärla, som kommer att auktioneras ut nästa dag. Den riktiga storfurstinnan förklarar basaren öppnad och möter folket där. När det är dags att ge sig av byter hon och Jane klänningar i ett sidorum. Jane ger sig av i hertiginnans ställe – de nås av nyheten att lönnmördarna kommer att göra ett försök att ta sig tillbaka till Harridge's. Jane är på väg tillbaka med prinsessan Poporenskij, när chauffören tar dem längs en sidoväg och längs en okänd och avskild väg. Chauffören stannar bilen och hotar de två kvinnorna med en pistol. De förs till ett tomt hus som de blir inlåsta i. En kort tid senare ges skålar med soppa till de två kvinnorna, som Jane äter men prinsessan vägrar. Jane somnar plötsligt. Nästa dag vaknar Jane. Hon är ensam i huset och oförklarligt tillbaka i sin röda klänning. Hon hittar en tidning i huset, där det står att välgörenhetsbasaren stoppades av en flicka i röd klänning och tre andra män. De stal pärlorna och kom undan. Flickan i den röda klänningen har spårats bo på Blitz-hotellet under namnet Miss Montresor i New York – Jane inser att hon har satts dit av ett gäng juveltjuvar. Hon hör någon i trädgården och ser en ung man kvickna till efter att ha blivit nerslagen. Han och Jane utbyter historier och den unge mannen avslöjar att han var på basaren och blev förbryllad när han såg storhertiginnan komma in i ett rum i lågklackade skor och gå ut i högklackade skor. Han följde efter henne till det tomma huset och såg en annan bil komma med tre män och en kvinna i röd klänning. Efter en stund kom denna kvinna ut i hertiginnans klänning och alla utom Jane tycktes ha avlägsnat sig. När den unge mannen gick för att undersöka saken var det någon som knockade honom. Duon blir plötsligt medveten om att en annan man är i närheten och lyssnar på dem. Han presenterar sig som kriminalinspektör Farrell. Han har hört de historier som de två berättade, och allt har blivit klart för honom. Han inser vad som egentligen hände på basaren och att Jane är oskyldig. Den unge mannen avslöjar att han har blivit förälskad i Jane efter att ha sett Jane på basaren.

### Den medelålders hustrun
Äktenskapet mellan George och Maria Packington är i svårigheter. Mr Packington har börjat träffa en ung maskinskrivare som heter Nancy. När hans fru protesterar säger han att han bara försöker få in lite lycka i flickans liv och att det inte finns något i deras förhållande. En dag ser Maria Parker Pynes annons i tidningens personliga spalt som lyder: "Är du lycklig? Om inte, rådfråga mr Parker Pyne."
Maria går till den angivna adressen och Parker Pyne gissar genast orsaken till hennes olycka utifrån sin kunskap om livet och sitt tidigare yrke inom statistiken. Han säger till Maria att hans arvode är tvåhundra guineas, en summa som ska betalas i förskott. Maria är till en början motvillig, men återvänder till kontoret med pengarna, precis som Pyne förutspått. Han har redan skickat efter en av sina medarbetare, en snygg ung man som heter Claude Lutterell, och han säger till henne att hon kommer att få instruktioner i morgon.
Den kvällen blir George Packington förvånad över sin frus icke-stridslystna attityd mot honom. Nästa dag skickas Maria för en skönhetsbehandling och en klänningsprovning följt av lunch på Ritz Hotel med Pyne där hon blir presenterad för Claude. Något av en virvelvindsromans på tio dagar följer som kulminerar i en dans en natt när Maria och Claude korsar vägar med George och hans tjej på en dans. George är svartsjuk och chockad över sin frus beteende och ett par dagar senare försonas de två. Samtidigt har Maria kommit närmare Claude som bryter sitt förhållande med henne och bekänner skammen över sitt förflutna för henne som en gigolo som utnyttjar kvinnor. Han lovar att bättra sig och hålla Maria uppdaterad om sina framsteg med en årlig annons i den personliga kolumnen. Det visar sig att denna bekännelse också var planerad och annonsen arrangerad av Pyne för att ge en varaktig romans till Maria. Pyne är övertygad om att han har lyckats rädda ett äktenskap (med vinst för sig själv).

### Den blå krukan
Jack Hartington, en ung man på tjugofyra år, är något av en golfmissbrukare och har därför tagit ett rum på ett hotell i närheten av Stourton Heath links, så att han kan träna en timme varje morgon innan han måste ta tåget till sitt tråkiga jobb i staden. En morgon blir han störd mitt i svingen när han hör en kvinnoröst ropa "Mord! Hjälp! Mord!". Han springer i riktning mot ropet och stöter på en pittoresk stuga, utanför vilken det står en ung flicka som arbetar i lugn och ro i trädgården. När hon tillfrågas förnekar hon att hon hört ropet på hjälp och verkar förvånad över Jacks berättelse och refererar till honom som "Monsieur". Förvirrad lämnar han henne och jagar i omgivningen efter källan till skriket, men ger till slut upp. På kvällen tittar han igenom tidningarna för att se om något brott har anmälts och upprepar detta nästa morgon – en dag med kraftigt regn som ställer in hans träningsrutin – men hittar fortfarande ingenting. Nästa dag upprepas den märkliga händelsen från två dagar tidigare på samma plats och vid exakt tidpunkt. Flickan utanför stugan förnekar också att hon hört något sådant ljud och frågar sympatiskt om Jack har drabbats av granatchock tidigare.
Den tredje dagen hör han ropet igen, men den här gången låter han inte flickan förstå att så är fallet när han passerar stugan, utan de diskuterar istället hennes trädgårdsarbete. Ändå är han intensivt bekymrad över dessa händelser och märker att han vid hotellets frukostbord blir iakttagen av en skäggig man som han vet heter dr Lavington. Jack är orolig för att hans mentala hälsa är under attack och bjuder in Lavington att följa med honom på några hål nästa morgon och läkaren går med på det. När ropet upprepas förnekar Lavington att han hört något. Doktorn diskuterar Jacks eventuella vanföreställningar och de talar om möjligheten av någon form av psykiska fenomen. Han föreslår att Jack ska gå till jobbet som vanligt medan han undersöker stugans historia. Tillbaka på hotellet den kvällen berättar läkaren vad han har lärt sig. De nuvarande ägarna, som bara har varit på plats i tio dagar, är en äldre fransk professor och hans dotter. Men för ett år sedan och flera hyresgäster tillbaka var de boende ett märkligt par som hette Turner som verkade vara rädda för något. Plötsligt lämnade de huset tidigt en morgon. Mr Turner har setts till sedan dess, men ingen verkar ha sett hans fru. Läkaren, som argumenterar mot att dra förhastade slutsatser, har en teori om att Jack får något slags meddelande från kvinnan.
Några dagar senare får Jack besök av flickan i stugan som presenterar sig som Felise Marchaud. Hon är skräckslagen eftersom hon, med vetskap om lokalt skvaller om att stugan är hemsökt, har börjat få en återkommande dröm om en bedrövad kvinna som håller i en blå burk. De två sista nätternas drömmar slutade med en röst som skrek på samma sätt som Jack hörde på länkarna. Jack tar med sig Lavington in i diskussionen och Felise visar dem båda en grov akvarell som hon hittat hemma hos en kvinna som håller i en blå burk, precis som i hennes dröm. Jack känner igen den som liknar en kinesisk som hans farbror köpte för två månader sedan, vilket sammanfaller med det datum då en av de tidigare hyresgästerna lämnade stugan. Lavington föreslår att de tar med sig burken till stugan, där de tre ska sitta med den över natten och se vad som händer. Eftersom Jacks farbror är bortrest kan han få tag på burken och ta med den som han bett om och Felise känner igen den som den från drömmen. Lavington släcker ljuset i vardagsrummet och de tre sitter i mörkret vid ett bord där burken är placerad. Efter att ha väntat en stund börjar Jack plötsligt kvävas och blir medvetslös. Han vaknar upp i en skogsdunge i närheten av stugan, i dagsljus, och får genom sitt fickur reda på att klockan är halv tolv på förmiddagen. Stugan är tom och han går tillbaka till hotellet, där han hittar sin farbror, nyanländ från en kontinental resa. Jack berättar för honom om händelserna, vilket leder till ett skrik av upprördhet från den gamle mannen: den blå kinesiska burken var en ovärderlig Ming-pjäs och den enda i sitt slag i världen. Jack rusar till hotellkontoret och upptäcker att Lavington har checkat ut, men har lämnat en hånfull lapp till Jack från sig själv, Felise och hennes sjuke far, där det står att deras tolv timmar långa försprång borde vara tillräcklig.

### Edward Robinsons mandomsprov
Edward Robinson är en ung man som är fast i sin fästmö Mauds klor och som inte vill rusa in i äktenskapet förrän hans framtidsutsikter och inkomster förbättrats. Han är en romantiker i hjärtat som önskar att han var mästerlig och robust som de män han läser om i romaner. Något impulsiv till sin natur deltar han i en tävling och vinner första pris på 500 pund. Han berättar inte detta för Maud eftersom han vet att hon kommer att insistera på att pengarna ska investeras på ett klokt sätt för framtiden. Han använder den istället för att köpa en liten tvåsitsig bil. På julafton, när han är ledig från sitt arbete som kontorist, tar han en biltur ut på landet. Han stannar till i den mörka kvällen vid Devil's Punch Bowl, kliver ur bilen för att beundra utsikten och tar en kort promenad. Han återvänder till sin bil och kör tillbaka till London, men på vägen dit sträcker han sig efter sin halsduk i dörrfickan och hittar istället ett diamanthalsband. Chockad inser han att även om det är samma bilmodell som hans, så är det inte samma bil. Av en slump satte han sig i fel bil efter sin promenad och körde iväg. Han återvänder till Punch Bowl men hans bil är borta. När han letar vidare hittar han en lapp i bilen som han kör. Den ger instruktioner om att träffa någon i en lokal by klockan tio. Edward håller tiden och träffar en vacker kvinna i aftonklänning och kappa som tror att han är någon som heter Gerald. Han berättar för henne att han heter Edward. Hon låter sig inte avskräckas av misstaget och avslöjar i samtalet att "Geralds" bror heter Edward. Hon har inte sett denne Edvard sedan hon var sex år gammal. Hon sätter sig i bilen men inser snabbt att Edward nyligen lärt sig köra bil och sätter sig själv bakom ratten.
Hon berättar en historia för Edward om att hon och "Jimmy" har lyckats stjäla halsbandet från en rik dam vid namn Agnes Larella. Hon kör honom till ett radhus i London där butlern ordnar en smoking åt honom och damen kör dem till Ritson's – nattklubben för de rika och berömda. Han dricker cocktails och dansar med damen. Han upptäcker att hon är Lady Noreen Elliot, en berömd societetsdebutant. Stölden av halsbandet var i själva verket en vidareutveckling av en skattjakt, där regeln var att det "stulna" föremålet måste bäras offentligt i en timme för att få priset. När Edward och Lady Noreen lämnar nattklubben dyker den riktige Gerald upp i Edwards bil. Han avslöjar också att Edward inte var den Noreen trodde att han var. Edward hämtar snabbt sin bil och är på väg att köra iväg, när Noreen ber honom att "vara en gentleman" och ge henne halsbandet så att hon kan lämna tillbaka det. Han gör det och får en passionerad kyss i gengäld. Edward anländer till Mauds hem i Clapham nästa dag. Han erkänner glatt att han vunnit tävlingen och köpt bilen. Han berättar för henne att han tänker gifta sig med henne nästa månad, trots hennes invändningar. Maud är mycket förtjust i sin nyblivna fästman och håller med.